# Gasumo (vattendrag i Burundi, Bubanza)
Gasumo är ett vattendrag i Burundi.   Det ligger i provinsen Bubanza, i den nordvästra delen av landet, 30 kilometer norr om huvudstaden Bujumbura.
Omgivningarna runt Gasumo är en mosaik av jordbruksmark och naturlig växtlighet. Runt Gasumo är det tätbefolkat, med 411 invånare per kvadratkilometer.